# سانکو آرنودوف
سانکو آرنودوف (انگلیسی: Tsanko Arnaudov؛ زادهٔ ۱۴ مارس ۱۹۹۲) پرتاب‌گر وزنه اهل پرتغال است. وی از سال ۲۰۰۹ میلادی تاکنون مشغول فعالیت بوده‌است.
وی در مسابقات کشوری و بین‌المللی در مجموع برندهٔ ۱ مدال برنز شده‌است.